# Dió (faanyag)
A dió, diófa kemény lombos faanyag, a közönséges dió (Juglans regia) anyaga.

## Az élő fa
Balkáni–elő-ázsiai flóraelem. Hegyvidéki fafaj, a balkáni cseres tölgyesek jellemző fája. Magyarországon vadon ritka, általában ültetett fa, néha elvadul, sok kultúrváltozata van. Enyhe éghajlaton, tápanyagban gazdag, mély vályogtalajokon jól fejlődik, gyorsan nő, magas kort ér meg.
Magassága 20…30 m. Kérge kemény, világosszürke, repedezett, a kéregcserepek oldala fekete. Kéregvastagsága 1…2 cm.

## A faanyag
A szíjács világosszürke, széles, igényes célra nem használatos, a geszt sötétszürke, szabálytalanul futó sötét csíkokkal, gőzölés után szép sötétbarna színűvé válik. Edényei szemmel láthatóak, nagyok, ritkák, szórt elrendezésűek. Bélsugarai szabad szemmel alig láthatók, a sugármetszeten kis tükrökként jelentkeznek.

## Felhasználása
SzárításKönnyen, problémamentesen szárítható, csak a gyökéranyagnál és a rovarszúrás okozta erezeti csomóknál keletkezhetnek kisebb repedések. Használat közbeni stabilitása közepes.
MegmunkálásMinden szerszámmal jól és könnyen megmunkálható, jól késelhető, hámozható. Gőzölve jól hajlítható.
RögzítésJól szegelhető, csavarozható. Jól ragasztható. A lúgos enyvek csersavfoltokat okozhatnak.
FelületkezelésSzépen csiszolható, pórustömítéssel jól lakkozható. Nagy zsír- és viasztartalma miatt egyes lakkféleségek felhordása előtt a felületet semlegesíteni kell.
TartósságA geszt mérsékelten tartós.
Bútor, parketta, falburkolat, furnér, faragás, esztergálás, hangszerkészítés, járműgyártás céljára használják. A diógyökér különösen dekoratív fafaragási és furnéranyag. Különleges felhasználási területe a puskatus illetve könnyű repülőgépek légcsavarjának készítése.